# Siapiccia
Siapiccia är en ort och kommun i provinsen Oristano i regionen Sardinien i Italien. Kommunen hade 353 invånare (2017).